# Olios obtusus
Olios obtusus är en spindelart som först beskrevs av F. O. Pickard-Cambridge 1900.  Olios obtusus ingår i släktet Olios och familjen jättekrabbspindlar.
Artens utbredningsområde är Guatemala. Inga underarter finns listade i Catalogue of Life.